# Anticythère
Anticythère (en grec ancien : Ἀντικύθηρα, en grec moderne : Αντικύθηρα, littéralement « en face de Cythère ») est une petite île grecque de la mer Égée située au sud-est du Péloponnèse, entre l'île de Cythère et la Crète.
Anticythère est surtout célèbre pour l'épave qu'on y a découverte en 1900, et qui contenait un artéfact archéologique antique qu'on baptisa « machine d'Anticythère », créé au IIe siècle av. J.-C.,  ainsi que des statues en bronze, marbre, poteries, bijoux, monnaies conservés aujourd'hui au Musée national archéologique d'Athènes, parmi lesquelles l'Éphèbe d'Anticythère, un bronze du IVe siècle av. J.-C. conservé dans un état remarquable. Ce navire a fait naufrage vers 60 avant notre ère, au large de l'île.
La fouille de 1953 mena à la découverte de nouveaux objets dont des restes humains et une partie de la coque du navire.
De 2012 à 2019 plusieurs fouilles furent entreprises avec la découverte de nouveaux éléments de la cargaison et du navire. La campagne de 2022 a permis la découverte de deux pièces majeures en marbre. L'une est une grande plinthe représentant deux jambes travaillées en relief, et la seconde quoique fort endommagée représente une tête d'Héraclès (ainsi que le cou) bien plus grande que nature, laissant augurer que ces pièces appartiennent à la statue de l'Héraclès d'Anticythère faisant 2,5m de haut, mise à jour en 1901, et dont la main gauche fut découverte en 2016.

## Histoire

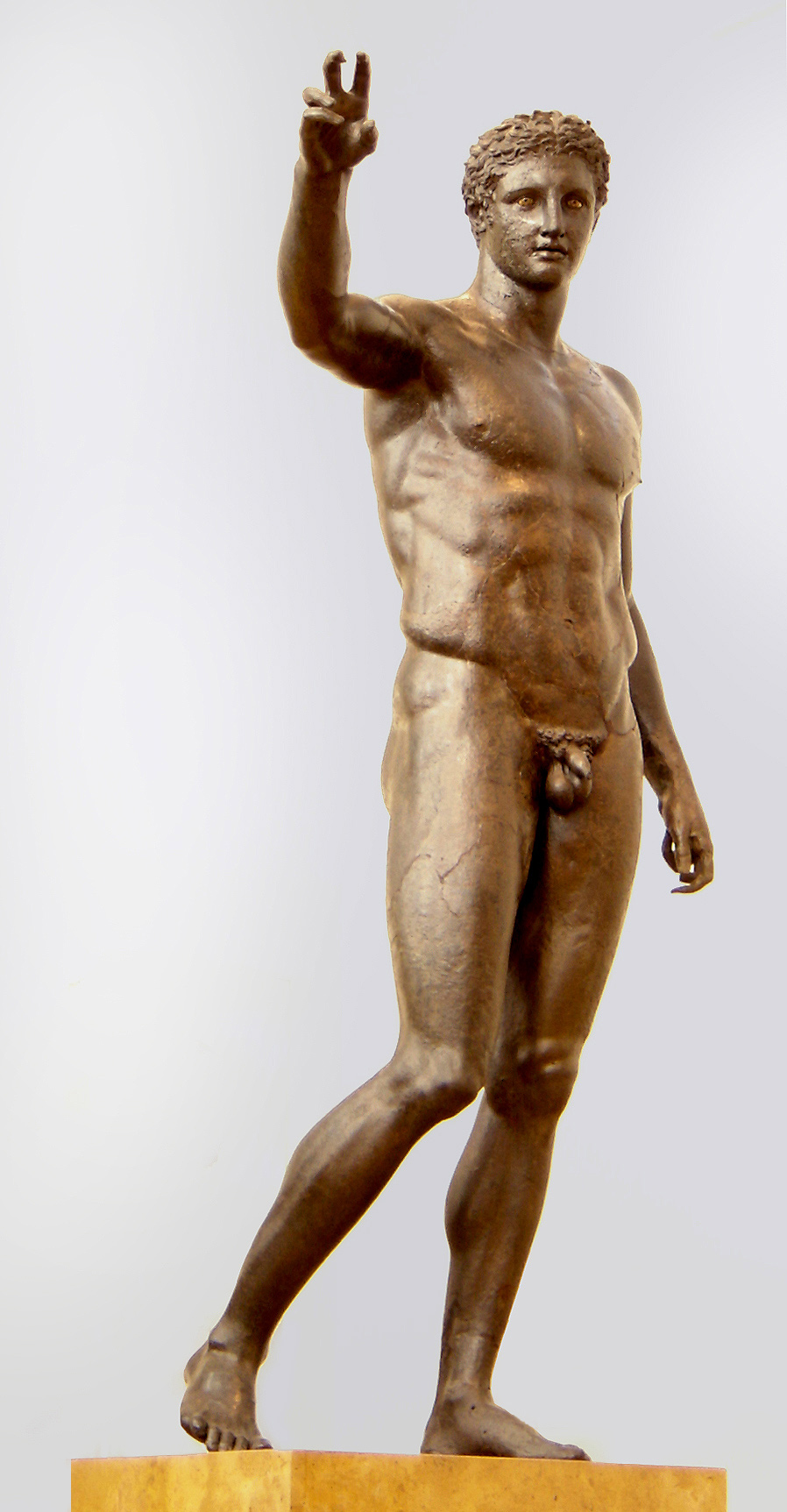
L'Éphèbe d'Anticythère, bronze, v. 340-330 av. J.-C. (Musée national archéologique d'Athènes).

Dans la partie nord de l'île se dresse une colline où sont encore visibles les ruines d'une ville ancienne entourée de murs qui parfois dépassent les 5 mètres de hauteur. Des fouilles archéologiques ont lieu tous les ans dans l'objectif de mettre en valeur ce site.

## Représentations culturelles
- Un épisode des émissions du commandant Cousteau est consacré aux fouilles (en 1976) de l’épave au large d’Anticythère en provenance de Pergame : Le Butin de Pergame sauvé des eaux. Diffusé en 1978.
- Voir également le tome 6 de L'Aventure de l'équipe Cousteau en bandes dessinées